# Lorenzo Baldisseri
Lorenzo Baldisseri (ur. 29 września 1940 w Bardze) – włoski duchowny rzymskokatolicki, doktor prawa kanonicznego, dyplomata watykański, arcybiskup, nuncjusz apostolski na Haiti w latach 1992–1995, nuncjusz apostolski w Paragwaju w latach 1995–1999, nuncjusz apostolski w Indiach, akredytowany również w Nepalu w latach 1999–2002, nuncjusz apostolski w Brazylii w latach 2002–2012, sekretarz generalny Kongregacji ds. Biskupów w latach 2012–2013, sekretarz Kolegium Kardynalskiego w latach 2012–2014, sekretarz generalny Synodu Biskupów w latach 2013–2020, kardynał od 2014 (najpierw w stopniu diakona, w 2024 promowany do stopnia prezbitera).

## Życiorys
29 czerwca 1963 otrzymał święcenia prezbiteratu i został inkardynowany do archidiecezji Lukki. W 1971 rozpoczął przygotowanie do służby dyplomatycznej na Papieskiej Akademii Kościelnej w Rzymie.
15 stycznia 1992 papież Jan Paweł II prekonizował go arcybiskupem tytularnym Diocletiana i mianował nuncjuszem apostolskim na Haiti. Święcenia biskupie otrzymał 7 marca 1992 w bazylice św. Piotra na Watykanie. Udzielił mu ich kardynał Angelo Sodano, sekretarz stanu Stolicy Apostolskiej, któremu asystowali arcybiskup Justin Francis Rigali, sekretarz Kolegium Kardynalskiego, i Alessandro Plotti, arcybiskup metropolita Pizy. Jako zawołanie biskupie przyjął słowa „Itinere laete servire Domino” (W drodze radośnie służyć Panu).
6 kwietnia 1995 papież mianował go nuncjuszem apostolskim w Paragwaju.
19 czerwca 1999 został przeniesiony do nuncjatury w Indiach, będąc jednocześnie akredytowanym w Nepalu.
12 listopada 2002 papież Jan Paweł II mianował go nuncjuszem apostolskim w Brazylii.
11 stycznia 2012 papież Benedykt XVI przenosi go na urząd sekretarza Kongregacji ds. Biskupów, a 7 marca 2012 zostaje równocześnie mianowany sekretarzem Kolegium Kardynalskiego.
21 września 2013 papież Franciszek mianował go sekretarzem generalnym Synodu Biskupów. 15 września 2020 papież przyjął jego rezygnację z obowiązków sekretarza generalnego Synodu Biskupów.
12 stycznia 2014 podczas modlitwy Anioł Pański papież Franciszek ogłosił, że mianował go kardynałem. 22 lutego 2014 na konsystorzu w bazylice św. Piotra kreował go kardynałem diakonem, a jako kościół tytularny nadał mu św. Anzelma na Awentynie, a 11 maja 2014 uroczyście objął swój kościół tytularny w Rzymie. 29 września 2020 w związku z ukończeniem 80 lat utracił prawo do udziału w konklawe.
1 lipca 2024 papież Franciszek promował go do rangi kardynała prezbitera z zachowaniem dotychczasowej diakonii na zasadzie pro hac vice.